# Brunstokket rørhat
Brunstokket rørhat (Imleria badius, tidligere Xerocomus badius) er en rørhat, der ligesom slægtsfællen Karl Johan-svampen er en yndet spisesvamp. Svampen findes spredt i Europa og kan blive 14 centimeter høj.

## Kendetegn
Brunstokket rørhats stok kan blive op til 10 centimeter, og med hat måler svampen op til 14 centimeter. Hatten har en glat og skinnende overflade, og farven ligger imellem rød og kakaobrun, mens stokken er lysere og robust. Porerne er forholdsvis store med en kantet form og en citrongul farve. Kødet er lyst gulligt, men bliver blågrønt, hvis man skærer i det, ligesom porerne bliver blågrønne ved tryk. Svampen er en basidiesvamp, og dens sporer bæres således af vinden.

## Voksesteder og udbredelse
Svampen vokser oftest i små grupper under nåletræer, men også under bøgetræer. Den findes spredt i Europa.

## Sæson
Sæsonen for brunstokket rørhat ligger fra midsommer til efterår.

## Fodnoter
1. ↑  Brunstokket rørhat rødlistevurdering bios.au.dk hentet 18. mars 2022
2. 1 2 3  Hammond, Nicholas. Den lille felthåndbog om Svampe (1. udgave), Connaught, s. 14. ISBN 978-1-84517-287-9.
3. ↑  Hammond, Nicholas. Den lille felthåndbog om Svampe (1. udgave), Connaught, s. 8. ISBN 978-1-84517-287-9.